# Moskau-Kasaner Eisenbahn
Die Gesellschaft der Moskau-Kasaner Eisenbahn, russisch Общество Московско-Казанской железной дороги, französisch Société du chemin de fer de Moscou-Kazan, war eine privat finanzierte Eisenbahngesellschaft im Russischen Kaiserreich, welche 1891 aus der Moskau-Rjasaner Eisenbahn hervorging und 1918 verstaatlicht wurde. Die Bahngesellschaft baute ausgehend von Rjasan an der Bahnstrecke von Moskau nach Mitschurinsk nach Osten bis Kasan an der Wolga. Nikolai Karlowitsch von Meck, Sohn des deutschbaltisch-russischen Eisenbahnunternehmers Karl von Meck, leitete die größte Privatbahn im Russischen Reich bis zu deren Verstaatlichung.

## Geschichte

### Vorgeschichte
Die Moskau–Kasaner Eisenbahn geht auf die 1859 gegründete Saratower Eisenbahn zurück. Baubeginn der Strecke von Moskau in Richtung Saratow war 1860. Der erste 125 km lange Abschnitt bis Kolomna wurde im Juli 1862 eröffnet, die Gesellschaft hatte aber bereits 1863 kein Geld mehr und ging Konkurs.
Noch im selben Jahr wurde die Moskau–Rjasaner-Eisenbahn als Nachfolgegesellschaft gegründet, deren Leitung Paul von Derwies, der ehemalige Sekretär der Saratower Eisenbahn innehatte. Die Gesellschaft beschränkte sich vorerst auf den Bau der Strecke bis Rjasan, das 1864 erreicht wurde. Karl von Meck führte die Bauarbeiten aus – er unterstützte bereits beim Bau der Strecke nach Kolomna von Derwies. Die Strecke der Moskau–Rjasaner-Eisenbahn wurde über Rjasan hinaus verlängert und erreichte 1865 Mitschurinsk, das bis 1932 noch Koslow hieß.

### Strecke Moskau–Kasan
Nachdem die Gesellschaft 1891 in Moskau-Kasaner Eisenbahn umbenannt wurde, wandte sie sich dem Bahnbau Richtung Osten zu. Ihr Ziel war der Bau einer Strecke von Moskau nach Kasan, welche die östlich von Moskau liegenden Schwarzerdengebiete erschließen sollte, damit der Getreideexport vereinfacht würde. Statt der geradlinigen Streckenführung von Moskau über Murom und Arsamas wurde eine weiter südlich liegende Streckenführung durch die Gouvernements Rjasan, Tambow, Pensa und Simbirsk gewählt. Die Strecke zweigte bei Rjasan von der bereits bestehenden Verbindung Moskau–Mitschurinsk ab und verlief geradlinig nach Osten nach Saransk, von dort aus Richtung Nordosten über Alatyr nach Kasan. Die Bahn erreichte im September 1893 Sassowo und im Juni 1894 Kasan. Die Wolga wurde 30 km westlich von Kasan mit einer Fähre überquert, die zwischen Swijaschsk und Selenodolsk verkehrte.

### Weiterer Ausbau
Nachdem Kasan erreicht war, wurde das Streckennetz weiter ausgebaut. Ab Dezember 1895 verkehrten die Züge nach Süden bis Pensa, ab 1898 nach Osten über Insa bis Sysran an der Wolga. Diese neuen Strecken begannen im Abzweigbahnhof Rusajewka ungefähr 25 km südwestlich von Saransk gelegen. Das kleine Dorf in der Nähe, das dem Bahnhof den Namen gab, wuchs zu einer Eisenbahnsiedlung an. Eine weitere 1899 eröffnete Zweigstrecke führte von Insa nach Uljanowsk, damals noch Simbirsk genannt, das ebenfalls an der Wolga liegt.
1903 entstand die Zweigstrecke von Krasnyi Usel bei Romodanowo nördlich über Arsamas nach Nischni Nowgorod, 1912 die direktere Verbindung Moskau–Kasan über Ljuberzy, Murom, Arsamas und Romodanowo, die Romanowski-Brücke über die Wolga bei Selenodolsk wurde im Juli 1913 fertiggestellt. Die letzte von der Moskau-Kasaner Eisenbahn eröffnete Strecke war die Verbindung Arsamas–Kanasch, die erst Anfang 1919 den Betrieb aufnahm, aber die Strecke Moskau–Kasan nochmals verkürzte.

### Unvollendete Strecken

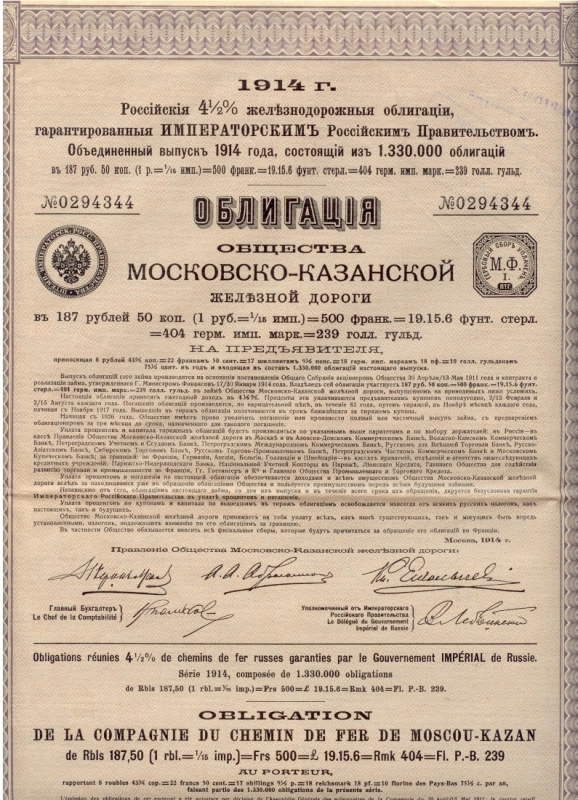
Für den Bau der letzten Abschnitte ausgegebene Obligation

1911 vermaß die Moskau-Kasaner Eisenbahn die Strecke von Nischni Nowgorod nach Kotelnitsch an der Nordbahn. Deren Bau begann 1914, wurde aber vor der Verstaatlichung der Gesellschaft nicht mehr fertiggestellt. Einzelne Abschnitte gingen ab 1916 in Betrieb, aber ein durchgehender Verkehr war nicht möglich, weil einige große Brücken fehlten, darunter auch die größte über die Wetluga bei Wetluschki.
Die Moskau-Kasaner Eisenbahn begann 1914 auch mit dem Bau der Strecke von Kasan weiter nach Osten nach Jekaterinburg, für welche sie die Konzession 1913 erhalten hatte. 1917 erreichten die Gleise Kujeda, bis 1918 waren die Kunstbauten der gesamten Strecke fertiggestellt. Die Bauarbeiten waren aber ab Juli 1918 durch die Revolution unterbrochen, während deren Verlauf die Strecke teilweise wieder zerstört wurde, sodass der durchgehende Verkehr erst im Juli 1920 aufgenommen werden konnte.

## Bahnstrecken
Hauptstrecken:
- Moskau–Rjasan–Rusajewka–Kanasch–Swijaschsk–Kasan (durchgehende Eröffnung 1894; Fährbetrieb über die Wolga 1913 durch Brücke abgelöst)
- Ljuberzy–Murom–Arsamas–Kanasch (durchgehende Eröffnung 1919)
- von der Moskau-Kasaner Eisenbahn nicht fertiggestellte Strecken:
  - Nischni Nowgorod–Kotelnitsch (Verbindung zur Nordbahn, Baubeginn 1914)
  - Kasan–Jekaterinburg (Baubeginn 1914)

Zweigstrecken:
- zwischen Moskau und Rjasan
  - Perowo–Boinja–Simonowo (Verbindung zum Güterbahnhöfen innerhalb Moskau, Simonowo 2021 abgebaut)
  - Woskressensk–Jegorjewsk
  - Golutwin (Kolomna)–Osjory
  - Luchowizy–Saraisk
- Krasny Usel (Romodanowo)–Arsamas–Nischni Nowgorod (eröffnet 1903)
- Rusajewka–Insa–Sysran (eröffnet 1898)
- Insa–Uljanowsk (eröffnet 1899)
- Rusajewka–Pensa (eröffnet 1895)